# 王澤民 (立法委員)
王澤民（1885年5月16日—1965年3月9日） ，国民革命军中将，家名朝选，名寿辉，字泽民，后更名为泽民，江西省玉山县人。父王绍斌先生，母黄氏，妻周氏。清光绪十一年五月十六日(公元1885年6月28日)生。曾任连、营、团、旅、师、军长、行政督察专员、司令、指挥官、陆大教育长、代校长、院长、参政员、国大代表，立法委员等职。先生自始即立志执戈卫国，早年追随孙中山先生从事国民革命，后追随白崇禧将军、何应钦将军及蒋委员长完成北伐、东征、抗日。任职至陆军中将及立法院国防委员会召集委员，是中国近代桂系杰出将领及军事政治学家。
先生早年即入江西“陆军小学堂”第二期习武，因成绩屡列前茅，升入南京“陆军第四中学”第二期，1911年(民国元年)8月入“陆军军官军校“第一期工兵科，1914年10月27日，“保定军校”第一期毕业典礼。段祺瑞亲临保定军校参加，并亲向每名毕业生颁发毕业证书。1917年入北京 “陆军大学”第五期深造。同学中有门秉岳、晏道刚、晏勋甫、冯轶裴、荣臻、魏益三、万耀煌及熊世辉等，多为保定军校第一期同学。1919年12月自陆军大学毕业，成绩优异，蒙孙中山大总统给予名誉奖品。
1922年任“陆军第九师”工兵第九营管长。1926年北伐，先生追随白崇禧将军，被任为“国民革命军东路军前敌总指挥部”(总指挥白崇禧)少将参议，1927年东路军旋改为第2路军。先生嗣任“国民革命军第2路军总指挥部”(总指挥白崇禧)中将参谋长及“第六军”第十九师兼“第十八军”(军长杨杰)第五十三师长。1928年任“国民革命军第2，3路军暨第四集团军前敌总指挥部”(总指挥白崇禧)参谋长，任内手拟“国民革命军东征总计划”及“国民革命军第2期北伐总计划”。并亲自指挥东路军进攻浙沪，并随军沿平汉路北伐苏、皖、鲁等省，参加龙游之役、江浙之役、鲁南之役、徐州之役、龙潭之役、平津之役、唐山之役及滦河之役等重要战役，均能克敌制胜，进驻要点，协助指挥进军沪杭，攻进保定，奠定北京，冀东及山海关等处，对消灭军阀主力，运筹策划，贡献颇多。尤不顾个人生命安全，单枪匹马亲自进入敌营，以改编番号召降敌军五万余人，未损一兵一卒，而结束了北伐最后一次大战，奠定大局。北伐所以能势如破竹，顺利完成，先生有其不可磨灭之功劳也。
北伐完成，各军缩编，先生先后出任“国民革命军第四集团军总指挥部”(总司令李宗仁)参谋长及原“第三十军”(军长魏益三)缩编为“第四集团军第十一师”之师长。1929年1月“第十一师”改中央蕃号为“陆军第五十四师”仍任师长，参加赣东抗日之役。3月，桂系谋变，蒋介石启用唐生智掌握“第四集团军”。白崇禧出走，先生亦随之去职，1930年改任“南昌行营党委会”考核处长暨“第九区分会”委员长。“陆军五十四师”师长又由魏益三接任。
1932年重新任命先生出任“陆军大学”(校长杨杰)教育长，1934年出任代理校长(校长黄慕松)及增设之“兵学研究院”院长。增设兵学研究院的目的在于研究高级兵学及国防计划，以造就国防人材和兵学教官。期间先生亲率学员遍历山东半岛、北平、张家口、大同一带，作参谋旅行演习，使学员获优良之作战学识与经验，培植军事将领对应付侵略战争，奠定对日抗战战术思想的统一贡献极大。
抗日启始，先生先担任“第一战区”平汉线警戒，曾参与石家庄至彰河北各战役、徐州战役、武汉外围广济稀水之役、长沙三次会战、桂南之役及昆仑关会战等，战功彪炳，经历丰硕，获颁北伐誓师十周年纪念勋章、忠勤、胜利等勋章。抗日期间，先生于1935-1937年前后出任“军事委员会参谋本部”高参兼赴河南省(主席刘峥)安阳任“河南省第三区”行政督察专员及“第七区”“第十区”行政督察专员兼保安司令。1937年出任郑州“第一战区司令长官部”(司令长官程潜)中将主任，1938年出任“第一战区战地暨开封警备司令部”司令、“第五战区长官部”(司令长官李宗仁)暨“军委会桂林行营”总参议，辅佐行营主任白崇禧及其所辖第九战区的三次长沙会战。1938-1943年间先生又出任“桂林警备司令”参战桂南之役，尤其是对昆仑关之敌的正面反攻，在20多天的攻坚作战中，给日军第5师团第21旅团以歼灭性打击，最终攻克日军坚固设防、顽强据守的昆仑关阵地，为1939年各战区多季攻势中战果最大的胜利。1938年11月，李克农率武汉八路军办事处的部分人员抵达桂林，正式成立了“八路军办事处”。白崇禧受周恩来之托，亦面嘱先生要对“八路军办事处”的安全予以保护，在广西一度出现了国共合作的好局面，共同推动全国的抗日战争。
1943年3月南京政府将“中国陆军总司令部”所辖部队改编为第一至第四方面军及昆明防守司令部，先生受命出任“昆明防守司令部”(司令杜聿明)副司令兼“第五集团军”(总司令杜聿明)参谋长，并兼“南昌行营”暨“战区党政委员会”委员与考核处长、“江西党政分会”委员长等职，负责指导敌占区的游击战争。
1945年抗战胜利，先生退为备役。当选第四届“国民参政会”参政员、1946年当选制宪国大代表，1948年当选“行宪后第一届立法委员”。1950年随蒋介石迁台，迭任“立法院国防委员会”召集委员，後任制憲國民大會代表，國民參政會參政及第一屆立法院立法委員。积极提倡精兵主义，建议扩大后备动员力量，提案将“兵工学校”升格为“中正理工学院”，建树颇多。
先生于1965年3月9日病逝台北，享年81岁，国、党旗覆棺，安葬于台北阳明山第一公墓。同年9月13日，蒋介石总统明令褒扬。
著作:《战术》，《抗战评论》，《战略评论》等